# Course en ligne masculine de cyclisme sur route aux Jeux olympiques d'été de 2004
Navigation
Sydney 2000 Pékin 2008
La course en ligne masculine de cyclisme sur route, épreuve de cyclisme des Jeux olympiques d'été de 2004, a lieu le 14 août 2004 dans les rues d'Athènes

## Déroulement de la course
Dans cette course qui connut de nombreuses tentatives d'échappée, ce ne fut que lorsque Paolo Bettini et Sérgio Paulinho réussirent à s'extraire du peloton à quelques tours de l'arrivée et à prendre une certaine avance qu'il fut possible de se faire une idée des médaillés. Alors que le peloton abandonnait la chasse, Axel Merckx s'échappait pour obtenir le bronze derrière les deux leaders. Bettini battait Paulinho au sprint et remportait le titre dans le temps de 5 h 41 min 44 s.
Parmi les favoris de la course, le champion du monde en titre, Igor Astarloa, avait chuté dans le premier tour et le précédent champion olympique, Jan Ullrich, terminait dans le peloton à la dix-neuvième place. Plusieurs favoris, dont Andreas Klöden et Viatcheslav Ekimov, se sont retirés avant la fin de l'épreuve, sans doute pour préserver quelques forces pour le contre-la-montre qui se déroulait quatre jours plus tard.

## Médaillés
| Or            | Argent          | Bronze      |
| Paolo Bettini | Sérgio Paulinho | Axel Merckx |

## Résultats

### Course (14 août)
| Rang               | Coureur              | Pays             | Temps           |
| ------------------ | -------------------- | ---------------- | --------------- |
| Médaille d'or      | Paolo Bettini        | Italie           | 5 h 41 min 44 s |
| Médaille d'argent  | Sérgio Paulinho      | Portugal         | 5 h 41 min 45 s |
| Médaille de bronze | Axel Merckx          | Belgique         | 5 h 41 min 52 s |
| 4                  | Erik Zabel           | Allemagne        | 5 h 41 min 56 s |
| 5                  | Andrej Hauptman      | Slovénie         | 5 h 41 min 56 s |
| 6                  | Kim Kirchen          | Luxembourg       | 5 h 41 min 56 s |
| 7                  | Roger Hammond        | Royaume-Uni      | 5 h 41 min 56 s |
| 8                  | Frank Høj            | Danemark         | 5 h 41 min 56 s |
| 9                  | Kurt Asle Arvesen    | Norvège          | 5 h 41 min 56 s |
| 10                 | Alexandr Kolobnev    | Russie           | 5 h 41 min 56 s |
| 11                 | Robbie McEwen        | Australie        | 5 h 41 min 56 s |
| 12                 | Markus Zberg         | Suisse           | 5 h 41 min 56 s |
| 13                 | Ciaran Power         | Irlande          | 5 h 41 min 56 s |
| 14                 | Marcus Ljungqvist    | Suède            | 5 h 41 min 56 s |
| 15                 | Julian Dean          | Nouvelle-Zélande | 5 h 41 min 56 s |
| 16                 | Fränk Schleck        | Luxembourg       | 5 h 41 min 56 s |
| 17                 | Max van Heeswijk     | Pays-Bas         | 5 h 41 min 56 s |
| DSQ                | Tyler Hamilton       | États-Unis       | 5 h 41 min 56 s |
| 19                 | Jan Ullrich          | Allemagne        | 5 h 41 min 56 s |
| 20                 | Thomas Voeckler      | France           | 5 h 41 min 56 s |
| 21                 | Serhiy Honchar       | Ukraine          | 5 h 41 min 56 s |
| 22                 | Georg Totschnig      | Autriche         | 5 h 41 min 56 s |
| 23                 | Kyrylo Pospyeyev     | Ukraine          | 5 h 41 min 56 s |
| DSQ                | George Hincapie      | États-Unis       | 5 h 41 min 56 s |
| 25                 | Bo Hamburger         | Danemark         | 5 h 41 min 56 s |
| 26                 | Tadej Valjavec       | Slovénie         | 5 h 41 min 56 s |
| 27                 | Nuno Ribeiro         | Portugal         | 5 h 41 min 56 s |
| 28                 | Bobby Julich         | États-Unis       | 5 h 41 min 56 s |
| 29                 | Martin Elmiger       | Suisse           | 5 h 41 min 56 s |
| 30                 | Gerhard Trampusch    | Autriche         | 5 h 41 min 56 s |
| 31                 | Santiago Botero      | Colombie         | 5 h 41 min 56 s |
| DSQ                | Michael Barry        | Canada           | 5 h 41 min 56 s |
| 33                 | Stuart O'Grady       | Australie        | 5 h 41 min 56 s |
| 34                 | Unai Etxebarria      | Venezuela        | 5 h 41 min 56 s |
| 35                 | Alexandre Vinokourov | Kazakhstan       | 5 h 41 min 56 s |
| 36                 | Luis Felipe Laverde  | Colombie         | 5 h 41 min 56 s |
| 37                 | Evgueni Petrov       | Russie           | 5 h 41 min 56 s |
| 38                 | Daniele Nardello     | Italie           | 5 h 42 min 03 s |
| 39                 | Luca Paolini         | Italie           | 5 h 42 min 03 s |
| 40                 | Peter Van Petegem    | Belgique         | 5 h 42 min 03 s |
| 41                 | Erik Dekker          | Pays-Bas         | 5 h 42 min 29 s |
| 42                 | Romāns Vainšteins    | Lettonie         | 5 h 43 min 03 s |
| 43                 | Gorazd Štangelj      | Slovénie         | 5 h 43 min 20 s |
| 44                 | Laurent Brochard     | France           | 5 h 44 min 13 s |
| 45                 | Benoît Joachim       | Luxembourg       | 5 h 44 min 13 s |
| 46                 | Cristian Moreni      | Italie           | 5 h 44 min 13 s |
| 47                 | Alejandro Valverde   | Espagne          | 5 h 44 min 13 s |
| 48                 | Richard Virenque     | France           | 5 h 44 min 13 s |
| 49                 | Philippe Gilbert     | Belgique         | 5 h 44 min 13 s |
| 50                 | Uroš Murn            | Slovénie         | 5 h 44 min 13 s |
| 51                 | Gerrit Glomser       | Autriche         | 5 h 45 min 21 s |
| 52                 | Karsten Kroon        | Pays-Bas         | 5 h 47 min 13 s |
| 53                 | Sergey Yakovlev      | Kazakhstan       | 5 h 48 min 48 s |
| 54                 | Ruslan Ivanov        | Moldavie         | 5 h 50 min 35 s |
| 55                 | Lars Michaelsen      | Danemark         | 5 h 50 min 35 s |
| 56                 | Tomasz Brożyna       | Pologne          | 5 h 50 min 35 s |
| 57                 | Yasutaka Tashiro     | Japon            | 5 h 50 min 35 s |
| 58                 | René Andrle          | Tchéquie         | 5 h 50 min 35 s |
| 59                 | Sergueï Lagoutine    | Ouzbékistan      | 5 h 50 min 35 s |
| 60                 | Nicki Sørensen       | Danemark         | 5 h 50 min 35 s |
| 61                 | Janek Tombak         | Estonie          | 5 h 50 min 35 s |
| 62                 | Murilo Fischer       | Brésil           | 5 h 50 min 35 s |
| 63                 | Ján Svorada          | Tchéquie         | 5 h 50 min 35 s |
| 64                 | Jens Voigt           | Allemagne        | 5 h 50 min 35 s |
| 65                 | Ondřej Sosenka       | Tchéquie         | 5 h 50 min 35 s |
| 66                 | Igor Pugaci          | Moldavie         | 5 h 50 min 35 s |
| 67                 | Filippo Pozzato      | Italie           | 5 h 50 min 35 s |
| 68                 | Yaroslav Popovych    | Ukraine          | 5 h 50 min 35 s |
| 69                 | Ryan Cox             | Afrique du Sud   | 5 h 50 min 35 s |
| 70                 | Andrey Kashechkin    | Kazakhstan       | 5 h 50 min 35 s |
| 71                 | Martin Riška         | Slovaquie        | 5 h 51 min 28 s |
| 72                 | Gustav Larsson       | Suède            | 5 h 51 min 28 s |
| 73                 | Andrey Mizourov      | Kazakhstan       | 5 h 51 min 28 s |

| 74 | László Bodrogi            | Hongrie              | 5 h 56 min 45 s |
| 75 | Dawid Krupa               | Pologne              | 6 h 00 min 25 s |
|    | Levi Leipheimer           | États-Unis           | abandon         |
|    | Goncalo Amorim            | Portugal             | abandon         |
|    | Óscar Freire              | Espagne              | abandon         |
|    | Igor González de Galdeano | Espagne              | abandon         |
|    | Sylvain Chavanel          | France               | abandon         |
|    | Michael Rasmussen         | Danemark             | abandon         |
|    | Charles Wegelius          | Royaume-Uni          | abandon         |
|    | Thomas Lövkvist           | Suède                | abandon         |
|    | Erki Pütsep               | Estonie              | abandon         |
|    | Jeremy Yates              | Nouvelle-Zélande     | abandon         |
|    | Andris Naudužs            | Lettonie             | abandon         |
|    | Mark Scanlon              | Irlande              | abandon         |
|    | Matej Jurčo               | Slovaquie            | abandon         |
|    | Viatcheslav Ekimov        | Russie               | abandon         |
|    | Gordon Fraser             | Canada               | abandon         |
|    | Christophe Moreau         | France               | abandon         |
|    | Sławomir Kohut            | Pologne              | abandon         |
|    | Amir Zargari              | Iran                 | abandon         |
|    | José Iván Gutiérrez       | Espagne              | abandon         |
|    | Wim Vansevenant           | Belgique             | abandon         |
|    | Marc Wauters              | Belgique             | abandon         |
|    | Michael Rogers            | Australie            | abandon         |
|    | Fabian Cancellara         | Suisse               | abandon         |
|    | Grégory Rast              | Suisse               | abandon         |
|    | Servais Knaven            | Pays-Bas             | abandon         |
|    | Víctor Hugo Peña          | Colombie             | abandon         |
|    | Morten Hegreberg          | Norvège              | abandon         |
|    | Tiaan Kannemeyer          | Afrique du Sud       | abandon         |
|    | José Chacón               | Venezuela            | abandon         |
|    | Dmitar Gospodinov         | Bulgarie             | abandon         |
|    | Eugen Wacker              | Kirghizistan         | abandon         |
|    | Andreas Klöden            | Allemagne            | abandon         |
|    | Michael Rich              | Allemagne            | abandon         |
|    | Jason McCartney           | États-Unis           | abandon         |
|    | Baden Cooke               | Australie            | abandon         |
|    | Matthew White             | Australie            | abandon         |
|    | Rubens Bertogliati        | Suisse               | abandon         |
|    | Denis Menchov             | Russie               | abandon         |
|    | Vladimir Duma             | Ukraine              | abandon         |
|    | Yuriy Krivtsov            | Ukraine              | abandon         |
|    | Radosław Romanik          | Pologne              | abandon         |
|    | Sylwester Szmyd           | Pologne              | abandon         |
|    | Julian Winn               | Royaume-Uni          | abandon         |
|    | Maxim Iglinskiy           | Kazakhstan           | abandon         |
|    | Bernhard Eisel            | Autriche             | abandon         |
|    | Cândido Barbosa           | Portugal             | abandon         |
|    | Magnus Bäckstedt          | Suède                | abandon         |
|    | Andrus Aug                | Estonie              | abandon         |
|    | Thor Hushovd              | Norvège              | abandon         |
|    | Mads Kaggestad            | Norvège              | abandon         |
|    | Heath Blackgrove          | Nouvelle-Zélande     | abandon         |
|    | Robin Reid                | Nouvelle-Zélande     | abandon         |
|    | Márcio May                | Brésil               | abandon         |
|    | Eric Wohlberg             | Canada               | abandon         |
|    | Alexandre Usov            | Biélorussie          | abandon         |
|    | Marcelo Arriagada         | Chili                | abandon         |
|    | Wong Kam Po               | Hong Kong            | abandon         |
|    | Ivan Stević               | Serbie-et-Monténégro | abandon         |
|    | Michal Hrazdira           | Tchéquie             | abandon         |
|    | Robert Hunter             | Afrique du Sud       | abandon         |
|    | Shinri Suzuki             | Japon                | abandon         |
|    | Abbas Saeidi Tanha        | Iran                 | abandon         |
|    | Jaan Kirsipuu             | Estonie              | abandon         |
|    | Luciano Pagliarini        | Brésil               | abandon         |
|    | Stuart Dangerfield        | Royaume-Uni          | abandon         |
|    | Vladimir Karpets          | Russie               | abandon         |
|    | Igor Astarloa             | Espagne              | abandon         |
|    | Michael Boogerd           | Pays-Bas             | abandon         |
|    | Marlon Pérez              | Colombie             | abandon         |